# Эпплбаум, Энн
Энн Элизабет Эпплбаум (англ. Anne Elizabeth Applebaum; род. 25 июля 1964[…], Вашингтон) — американская журналистка и писательница, публицистка. Автор книг и статей об истории коммунизма и развитии гражданского общества в Центральной и Восточной Европе.
Работала в The Economist и The Spectator, а также была членом редакционной коллегии The Washington Post (2002—2006). Эпплбаум получила Пулитцеровскую премию в 2004 году за книгу «Гулаг: история», опубликованную годом ранее. Она является штатным автором The Atlantic и старшим научным сотрудником Института Агоры при Школе передовых международных исследований Университета Джонса Хопкинса.

## Биография
Родилась в еврейской семье. Отец — адвокат Харви Эпплбаум. Её мать, Элизабет, долгое время проработала в художественной галерее «Коркоран» в Вашингтоне. Хотя Эпплбаум родилась в Вашингтоне, округ Колумбия, её предки иммигрировали в США с территории современной Белоруссии. В своей книге «Между Востоком и Западом» она описывает изучение миграционного пути её семьи в США, как в раннем возрасте она была удивлена тем, что была связана с Беларусью. В 1982 году Энн Эпплбаум окончила частную квакерскую школу Сидвелл Френдз. Училась в Йельском университете, затем по стипендии Маршалла в Лондонской школе экономики и колледже святого Антония в Оксфорде. Будучи студенткой университета, она провела лето 1985 года в Ленинграде и считает, что эта поездка сформировала её нынешние взгляды на мир.
В 1988 году поселилась в Варшаве, работая корреспондентом The Economist. В 1990-х годах жила в Лондоне и Варшаве, работая в различных английских изданиях. Её первым сочинением была книга польской кухни. В 1996 году вышла её книга-тревелог «Между Востоком и Западом» (англ. Between East and West, премия Адольфа Бентинка).
В 2003 году опубликована её книга об истории ГУЛАГа Gulag: A History, за которую она получила Пулитцеровскую премию (2004). Книга была переведена на несколько языков, в 2006 году она вышла на русском под названием «ГУЛАГ. Паутина Большого террора».
Её книга Iron Curtain: The Crushing of Eastern Europe 1944—1956 (2012) была отмечена премией Кандилла в Канаде, серебряной медалью Артура Росса Совета по международным отношениям в Нью-Йорке и медалью герцога Вестминстерского за военную литературу.
С конца 2016 года работает в Лондонской школе экономики — Институте глобальных проблем, профессор. Одним из направлений её текущей научной деятельности являются вопросы дезинформации и пропаганды в XXI веке.
Член редколлегии журнала The American Interest.
В 2019 году подписала «Открытое письмо против политических репрессий в России». 11 июля 2022 года Алексей Навальный объявил, что Энн Эпплбаум войдёт в состав наблюдательного совета при международной антикоррупционной организации Anti-Corruption Foundation.
В 2020 году вышла книга Энн Эплбаум «Twilight of Democracy: The Seductive Lure of Authoritarianism» («Сумерки демократии: соблазнительная приманка авторитаризма»), в которой были исследованы проблемы демократии и общемировая тенденция подъёма право-популистских партий и политиков с авторитарными тенденциями.

## Личная жизнь
Замужем с 1992 года за польским политиком Радославом Сикорским, министром иностранных дел Польши (с 2023 года). Имеет двоих детей, Александра и Тадеуша. В 2013 году стала польской гражданкой.
Владеет французским, польским и русским языками.

## Книги
- Between East and West: Across the Borderlands of Europe. — London: Pantheon Books[англ.], 1994. — 314 p. — ISBN 0-679-42150-5.
- Gulag: A History, Doubleday, 2003, 677 pages, ISBN 0-7679-0056-1; paperback, Bantam[англ.]; Dell Publishing[англ.], 2004, 736 pages, ISBN 1-4000-3409-4
- Anne Applebaum (editor). Gulag Voices: An Anthology. — New Haven: Yale University Press, 2011. — 224 p. — ISBN 978-0300153200.
- Iron Curtain: The Crushing of Eastern Europe 1944–1956. — Allen Lane, 2012. — 614 p. — ISBN 978-0-713-99868-9.
- Anne Applebaum, Danielle Crittenden. From a Polish Country House Kitchen: 90 Recipes for the Ultimate Comfort Food. — Chronicle Books[англ.], 2012. — 288 p. — ISBN 978-14521105549.
- Red Famine: Stalin's War on Ukraine. — Doubleday, 2017. — 496 p. — ISBN 978-0385538855.
- Twilight of Democracy: The Seductive Lure of Authoritarianism. — Doubleday, 2020. — 224 p. — ISBN 978-0385545808.
- Autocracy, Inc.: The Dictators Who Want to Run the World. — London: Doubleday, 2024. — 210 p. — ISBN 978-0-385-54993-6.

На русском
- ГУЛАГ. Паутина Большого террора = Anne Applebaum. Gulag: A History. — М.: Corpus, 2015. — 688 с. — (Памяти XX века). — ISBN 978-5-17-085229-1.
- Железный занавес. Подавление Восточной Европы (1944—1956) = Iron Curtain: The Crushing of Eastern Europe 1944–1956. — M.: Московская школа гражданского просвещения, 2015. — 704 с. — ISBN 978-5-91734046-3.

## Признание и награды
- Офицерский крест Ордена заслуг перед республикой Польша (2012)[21].
- Орден Креста земли Марии III класса (2008, Эстония).
- Орден княгини Ольги II степени (23 августа 2022, Украина) — за значительные личные заслуги в укреплении межгосударственного сотрудничества, поддержку государственного суверенитета и территориальной целостности Украины, весомый вклад в популяризацию Украинского государства в мире[22].
- Орден княгини Ольги III степени (22 ноября 2019, Украина) — за весомый вклад в чествование памяти жертв геноцида Украинского народа — Голодомора 1932—1933 годов в Украине, подвижническую деятельность, направленную на освещение правды о Голодоморе[2].
- Пулитцеровская премия (2003).
- Премия фонда Антоновичей (2017).
- Премия мира немецких книготорговцев (2024)[23]